# Jobel Silva Furtado
Jobel Silva Furtado ( Florianópolis,  29  de julho de 1938 — Florianópolis,  7 de maio de 2022), foi timoneiro e técnico nos clubes de regatas Martinelli e Riachuelo, representando o Brasil na modalidade de Remo nos Jogos Pan-Americanos de 1963, obtendo uma medalha de prata e 1967. Posteriormente foi agraciado pelo Comitê Olímpico Brasileiro por ser campeão Pan-Americano.

## Jogos Pan-Americanos de 1963
Nos Jogos Pan-Americanos de São Paulo, Jobel competiu na modalidade de remo, conhecida como 8+ oito com, conquistando a medalha de prata. Sua equipe era composta por ele como timoneiro e Ernesto Vahl Filho, Teodoro Rogério Vahl, Ado Steiner, Erich Passig, Rui de Souza Lopes, Edson Schimitt, Valfredo Santos e Manoel Silveira.

## Vida Pessoal
Jobel obteve a formação de técnico em contabilidade foi casado com Maria Eva Furtado. Juntos, eles tiveram seis filhos: Jorge, Joyce, Jobel, José, Josias e Jonas Silva Furtado.
Jobel faleceu em 7 de maio de 2022, aos 83 anos, devido a uma insuficiência respiratória aguda no Hospital do CEPON.

## Homenagens
Em 2007, Jobel teve a honra de representar o estado de Santa Catarina ao carregar a tocha olímpica dos Jogos Pan-Americanos no Rio de Janeiro.
A câmara dos deputados de São José, nos anos de 2022 e 2023 aprovaram dois projetos de lei  Nº 0127/2022 e 0121/2023, denominando rua e praça respectivamente.